# Szerbia a 2008. évi nyári olimpiai játékokon
Szerbia a kínai Pekingben megrendezett 2008. évi nyári olimpiai játékok egyik részt vevő nemzete volt. Az országot az olimpián 11 sportágban 87 sportoló képviselte, akik összesen 3 érmet szereztek. Szerbia 96 év eltelte után először szerepelt újra önálló csapattal az olimpiai játékokon.

## Érmesek
| Érem  | Versenyző | Sportág   | Versenyszám          |
| ----- | --- | --------- | -------------------- |
| Ezüst | Milorad Čavić | Úszás     | Férfi 100 m pillangó |
| Bronz | Novak Đoković | Tenisz    | Férfi egyes          |
| Bronz | Nemzeti válogatott Denis Šefik Andrija Prlainović Živko Gocić Vanja Udovičić Dejan Savić Duško Pijetlović Nikola Rađen Filip Filipović Aleksandar Ćirić Aleksandar Šapić Vladimir Vujasinović Branko Peković Slobodan Soro | Vízilabda | Férfi                |

## Asztalitenisz
Férfi
| Versenyző              | Versenyszám | Selejtező         | 64-es főtábla                                  | 48-as főtábla                                              | 32-es főtábla     | Nyolcaddöntő      | Negyeddöntő       | Elődöntő          | Döntő             | Helyezés |
| Versenyző              | Versenyszám | Ellenfél Eredmény | Ellenfél Eredmény                              | Ellenfél Eredmény                                          | Ellenfél Eredmény | Ellenfél Eredmény | Ellenfél Eredmény | Ellenfél Eredmény | Ellenfél Eredmény | Helyezés |
| ---------------------- | ----------- | ----------------- | ---------------------------------------------- | ---------------------------------------------------------- | ----------------- | ----------------- | ----------------- | ----------------- | ----------------- | -------- |
| Aleksandar Karakašević | Egyes       |                   | Cem Zeng (TUR) · 11-8, 13-11, 11-7, 9-11, 11-1 | Jörgen Persson (SWE) · 8-11, 11-8, 10-12, 11-8, 8-11, 7-11 | kiesett           | kiesett           | kiesett           | kiesett           | kiesett           | 33.      |

## Atlétika
Férfi
| Versenyző         | Versenyszám     | Előfutam | Előfutam | Előfutam | Elődöntő | Elődöntő | Elődöntő | Döntő   | Döntő    |
| Versenyző         | Versenyszám     | Idő      | Hely.    | Össz.    | Idő      | Hely.    | Össz.    | Idő     | Helyezés |
| ----------------- | --------------- | -------- | -------- | -------- | -------- | -------- | -------- | ------- | -------- |
| Goran Nava        | 1500 m          | 3:42,92  | 6.       | 35.      | kiesett  | kiesett  | kiesett  | kiesett | kiesett  |
| Predrag Filipović | 20 km gyaloglás |          |          |          |          |          |          | 1:28:15 | 41.      |
| Nenad Filipović   | 50 km gyaloglás |          |          |          |          |          |          | 4:02:16 | 30.      |

| Versenyző       | Versenyszám | Selejtező | Selejtező | Döntő    | Döntő    |
| Versenyző       | Versenyszám | Eredmény  | Helyezés  | Eredmény | Helyezés |
| --------------- | ----------- | --------- | --------- | -------- | -------- |
| Dragutin Topić  | Magasugrás  | 225 cm    | 17.       | kiesett  | kiesett  |
| Asmir Kolašinac | Súlylökés   | 19,01 m   | 33.       | kiesett  | kiesett  |

Női
| Versenyző      | Versenyszám | Eredmény      | Helyezés      |
| -------------- | ----------- | ------------- | ------------- |
| Olivera Jevtić | Maraton     | nem ért célba | nem ért célba |

| Versenyző              | Versenyszám   | Selejtező                | Selejtező                | Döntő    | Döntő    |
| Versenyző              | Versenyszám   | Eredmény                 | Helyezés                 | Eredmény | Helyezés |
| ---------------------- | ------------- | ------------------------ | ------------------------ | -------- | -------- |
| Ivana Španović         | Távolugrás    | 630 cm                   | 30.                      | kiesett  | kiesett  |
| Biljana Mitrović-Topić | Hármasugrás   | 14,14 m                  | 13.                      | kiesett  | kiesett  |
| Dragana Tomašević      | Diszkoszvetés | 60,19 m                  | 13.                      | kiesett  | kiesett  |
| Tatjana Jelača         | Gerelyhajítás | érvényes kísérlet nélkül | érvényes kísérlet nélkül | kiesett  | kiesett  |

## Birkózás

### Férfi
Kötöttfogású
| Versenyző      | Versenyszám | Selejtező                         | Nyolcaddöntő                    | Negyeddöntő       | Elődöntő          | Vigaszág első kör              | Vigaszág elődöntő              | Bronz- mérkőzés   | Döntő             | Helyezés |
| Versenyző      | Versenyszám | Ellenfél Eredmény                 | Ellenfél Eredmény               | Ellenfél Eredmény | Ellenfél Eredmény | Ellenfél Eredmény              | Ellenfél Eredmény              | Ellenfél Eredmény | Ellenfél Eredmény | Helyezés |
| -------------- | ----------- | --------------------------------- | ------------------------------- | ----------------- | ----------------- | ------------------------------ | ------------------------------ | ----------------- | ----------------- | -------- |
| Kristijan Fris | 55 kg       | Jurij Koval (UKR) · 6-4, 1-2, 3-1 | Nazir Mankijev (RUS) · 0-4, 0-6 |                   |                   | Ildar Xafizov (UZB) · 4-0, 1-1 | Hamid Szórján (IRI) · 0-5, 1-1 | kiesett           |                   | 7.       |
| Davor Štefanek | 60 kg       |                                   | Dilshod Aripov (UZB) · 1-1, 1-3 | kiesett           | kiesett           |                                |                                |                   |                   | 15.      |

## Evezés
Férfi
| Versenyző                 | Versenyszám              | Előfutam | Előfutam | Vigaszág | Vigaszág | Elődöntő | Elődöntő | Elődöntő | Döntő | Döntő   | Döntő | Helyezés |
| Versenyző                 | Versenyszám              | Idő      | Hely.    | Idő      | Hely.    | Típus    | Idő      | Hely.    | Típus | Idő     | Hely. | Helyezés |
| ------------------------- | ------------------------ | -------- | -------- | -------- | -------- | -------- | -------- | -------- | ----- | ------- | ----- | -------- |
| Goran Jagar Nikola Stojić | Kormányos nélküli kettes | 6:46,71  | 2.       |          |          | A/B      | 6:38,96  | 4.       | B     | 6:49,12 | 1.    | 7.       |

Női
| Versenyző     | Versenyszám  | Előfutam | Előfutam | Középdöntő | Középdöntő | Elődöntő | Elődöntő | Elődöntő | Döntő | Döntő   | Döntő | Helyezés |
| Versenyző     | Versenyszám  | Idő      | Hely.    | Idő        | Hely.      | Típus    | Idő      | Hely.    | Típus | Idő     | Hely. | Helyezés |
| ------------- | ------------ | -------- | -------- | ---------- | ---------- | -------- | -------- | -------- | ----- | ------- | ----- | -------- |
| Iva Obradović | Egypárevezős | 7:49,13  | 2.       | 7:39,16    | 3.         | A/B      | 7:52,39  | 5.       | B     | 7:53,83 | 5.    | 11.      |

## Kerékpározás

### Országúti kerékpározás
Férfi
| Versenyző         | Versenyszám   | Idő              | Helyezés |
| ----------------- | ------------- | ---------------- | -------- |
| Nebojša Jovanović | Mezőnyverseny | 6:49:59 (+26:10) | 84.      |
| Ivan Stević       | Mezőnyverseny | 6:35:44 (+11:55) | 66.      |

## Labdarúgás

### Férfi
| #               | Név                      | Klub               | Születési idő és életkor        | Játszott | Gól     | Sárga lap | sárga lap · 2. sárga lap · kiállítva | kiállítva |
| Kapusok         | Kapusok                  | Kapusok            | Kapusok                         | Kapusok  | Kapusok | Kapusok   | Kapusok                              | Kapusok   |
| --------------- | ------------------------ | ------------------ | ------------------------------- | -------- | ------- | --------- | ------------------------------------ | --------- |
| 1               | Vladimir Stojković (csk) | Sporting Lisszabon | 1983. július 28. (25 évesen)    | 3        | 0       | 0         | 0                                    | 0         |
| 18              | Saša Stamenković         | Napredak Kruševac  | 1985. január 5. (23 évesen)     | 0        | 0       | 0         | 0                                    | 0         |
| Védők           |                          |                    |                                 |          |         |           |                                      |           |
| 2               | Marko Jovanović          | Partizan           | 1988. március 26. (20 évesen)   | 3        | 0       | 0         | 0                                    | 0         |
| 3               | Aleksandar Kolarov       | Lazio              | 1985. november 10. (22 évesen)  | 2        | 0       | 0         | 0                                    | 0         |
| 4               | Gojko Kačar              | Hertha             | 1987. január 26. (21 évesen)    | 2(1)     | 0       | 0         | 0                                    | 0         |
| 5               | Slobodan Rajković        | Twente             | 1989. február 3. (19 évesen)    | 3        | 1       | 0         | 0                                    | 0         |
| 11              | Duško Tošić              | Werder Bremen      | 1985. január 19. (23 évesen)    | 2        | 0       | 0         | 1                                    | 0         |
| 16              | Nenad Tomović            | Crvena zvezda      | 1987. augusztus 30. (20 évesen) | 2(1)     | 0       | 1         | 0                                    | 0         |
| Középpályások   |                          |                    |                                 |          |         |           |                                      |           |
| 6               | Predrag Pavlović         | Napredak Kruševac  | 1986. június 19. (22 évesen)    | 0        | 0       | 0         | 0                                    | 0         |
| 7               | Milan Smiljanić          | Espanyol           | 1986. november 19. (21 évesen)  | 3        | 0       | 0         | 0                                    | 0         |
| 8               | Nikola Gulan             | Fiorentina         | 1989. március 23. (19 évesen)   | 1(2)     | 0       | 1         | 0                                    | 0         |
| 12              | Dušan Tadić              | Vojvodina          | 1988. november 20. (19 évesen)  | 1(2)     | 0       | 0         | 0                                    | 0         |
| 13              | Ljubomir Fejsa           | Partizan           | 1988. augusztus 14. (19 évesen) | 3        | 0       | 0         | 0                                    | 0         |
| 15              | Aleksandar Živković      | Shandong Luneng    | 1977. július 28. (31 évesen)    | 2(1)     | 0       | 1         | 0                                    | 0         |
| 17              | Zoran Tošić              | Partizan           | 1987. április 28. (21 évesen)   | 3        | 0       | 2         | 0                                    | 0         |
| Támadók         |                          |                    |                                 |          |         |           |                                      |           |
| 9               | Đorđe Rakić              | Red Bull Salzburg  | 1985. október 31. (22 évesen)   | 1(1)     | 1       | 0         | 0                                    | 0         |
| 14              | Miljan Mrdaković         | Vitória            | 1982. május 9. (26 évesen)      | 2(1)     | 1       | 0         | 0                                    | 0         |
| 19              | Andrija Kaluđerović      | Beograd            | 1987. július 5. (21 évesen)     | 0        | 0       | 0         | 0                                    | 0         |
| Szövetségi edző |                          |                    |                                 |          |         |           |                                      |           |
|                 | Miroslav Đukić           |                    | 1966. február 19. (42 évesen)   |          |         |           |                                      |           |

- Kor: 2008. augusztus 7-i kora

#### Eredmények
A csoport
| Nemzet                 | M | Gy | D | V | G+ | G- | Gk | P |
| ---------------------- | - | -- | - | - | -- | -- | -- | - |
| Argentína (ARG)        | 3 | 3  | 0 | 0 | 5  | 1  | +4 | 9 |
| Elefántcsontpart (CIV) | 3 | 2  | 0 | 1 | 6  | 4  | +2 | 6 |
| Ausztrália (AUS)       | 3 | 0  | 1 | 2 | 1  | 3  | –2 | 1 |
| Szerbia (SRB)          | 3 | 0  | 1 | 2 | 3  | 7  | –4 | 1 |

| 2008. augusztus 7. 17:00 |

| Ausztrália (AUS) | 1–1               | Szerbia (SRB) |
| ---------------- | ----------------- | ------------- |
| Zadkovich 69'    | (0–0) Jegyzőkönyv | Rajković 78'  |

| Sanghaj Stadion, Sanghaj Nézőszám: 36 184 Játékvezető: Jerome Damon (dél-afrikai) |

| 2008. augusztus 10. 19:45 |

| Szerbia (SRB)           | 2–4               | Elefántcsontpart (CIV)                               |
| ----------------------- | ----------------- | ---------------------------------------------------- |
| Mrdaković 16' Rakić 90' | (1–2) Jegyzőkönyv | Cissé 3' Rajković 24' (öngól) Kalou 70' Gervinho 93' |

| Sanghaj Stadion, Sanghaj Nézőszám: 38 320 Játékvezető: Roberto Moreno (játékvezető) (panamai) |

| 2008. augusztus 13. 19:45 |

| Argentína (ARG)                       | 2–0               | Szerbia (SRB)                         |
| ------------------------------------- | ----------------- | ------------------------------------- |
| Lavezzi 13' (11-esből) Buonanotte 84' | (1–0) Jegyzőkönyv | Tošić 84′, 91′ Rajković mérkőzés után |

| Munkás Stadion, Peking Nézőszám: 53 668 Játékvezető: Abdulláh al-Hiláli (ománi) |

| Csapat        | Helyezés |
| ------------- | -------- |
| Szerbia (SRB) | 12.      |

## Röplabda

### Férfi
| #  | Név               | Klub                  | Kor                              | Magasság |
| -- | ----------------- | --------------------- | -------------------------------- | -------- |
| 1  | Nikola Kovačević  | RPA Perugia           | 1983. február 14. (25 évesen)    | 193 cm   |
| 2  | Dejan Bojović     | Gabeca Montichiari    | 1983. április 3. (25 évesen)     | 198 cm   |
| 3  | Novica Bjelica    | Copra Nordmeccanica   | 1983. február 9. (25 évesen)     | 202 cm   |
| 4  | Bojan Janić       | Marmi Lanza Verona    | 1982. március 11. (26 évesen)    | 198 cm   |
| 5  | Vlado Petković    | Buducnost Podgorica   | 1983. január 6. (25 évesen)      | 198 cm   |
| 8  | Marko Samardžić   | Tours VB              | 1983. február 22. (25 évesen)    | 190 cm   |
| 9  | Nikola Grbić      | Trentino              | 1973. szeptember 6. (34 évesen)  | 194 cm   |
| 10 | Miloš Nikić       | Sparkling Milano      | 1986. március 31. (22 évesen)    | 194 cm   |
| 12 | Andrija Gerić     | Lube Banca Marche     | 1977. január 24. (31 évesen)     | 203 cm   |
| 14 | Ivan Miljković    | Roma Volley           | 1979. szeptember 13. (28 évesen) | 206 cm   |
| 15 | Saša Starović     | Buducnost Podgorica   | 1988. október 19. (19 évesen)    | 207 cm   |
| 18 | Marko Podraščanin | Famigliulo Corigliano | 1987. augusztus 29. (20 évesen)  | 204 cm   |

- Kor: 2008. augusztus 10-i kora

#### Eredmények
Csoportkör
B csoport
|                     |      | Mérkőzések | Mérkőzések | Pontok | Pontok | Pontok | Szettek | Szettek | Szettek |
| Csapat              | Pont | Gy         | V          | P+     | P–     | PA     | Sz+     | Sz–     | SzA     |
| ------------------- | ---- | ---------- | ---------- | ------ | ------ | ------ | ------- | ------- | ------- |
| Brazília (BRA)      | 9    | 4          | 1          | 427    | 373    | 1,145  | 13      | 4       | 3,250   |
| Oroszország (RUS)   | 9    | 4          | 1          | 496    | 447    | 1,110  | 14      | 7       | 2,000   |
| Lengyelország (POL) | 9    | 4          | 1          | 434    | 404    | 1,074  | 12      | 6       | 2,000   |
| Szerbia (SRB)       | 7    | 2          | 3          | 440    | 439    | 1,002  | 9       | 10      | 0,900   |
| Németország (GER)   | 6    | 1          | 4          | 418    | 440    | 0,950  | 6       | 12      | 0,500   |
| Egyiptom (EGY)      | 5    | 0          | 5          | 267    | 379    | 0,704  | 0       | 15      | 0,000   |

| 2008. augusztus 10. 10:00 | Szerbia (SRB)                            | 1–3 | Oroszország (RUS) | Beijing Institute of Technology Gymnasium, Peking Nézőszám: 3100 Játékvezető: Hóbor Béla (HUN), Osamu Sakaide (JPN) |
| 2008. augusztus 10. 10:00 | (25–20, 21–25, 22–25, 14–25) Jegyzőkönyv |     |                   | Beijing Institute of Technology Gymnasium, Peking Nézőszám: 3100 Játékvezető: Hóbor Béla (HUN), Osamu Sakaide (JPN) |

| 2008. augusztus 12. 15:00 | Szerbia (SRB)                            | 1–3 | Brazília (BRA) | Capital Indoor Stadium, Peking Nézőszám: 9000 Játékvezető: Ning Wang (CHN), Osamu Sakaide (JPN) |
| 2008. augusztus 12. 15:00 | (27–25, 20–25, 17–25, 21–25) Jegyzőkönyv |     |                | Capital Indoor Stadium, Peking Nézőszám: 9000 Játékvezető: Ning Wang (CHN), Osamu Sakaide (JPN) |

| 2008. augusztus 14. 15:05 | Lengyelország (POL)                      | 3–1 | Szerbia (SRB) | Capital Indoor Stadium, Peking Nézőszám: 7000 Játékvezető: Umit Sokullu (TUR), Patrick Deregnaucourt (FRA) |
| 2008. augusztus 14. 15:05 | (31–29, 22–25, 25–22, 25–21) Jegyzőkönyv |     |               | Capital Indoor Stadium, Peking Nézőszám: 7000 Játékvezető: Umit Sokullu (TUR), Patrick Deregnaucourt (FRA) |

| 2008. augusztus 16. 12:30 | Szerbia (SRB)                            | 3–1 | Németország (GER) | Capital Indoor Stadium, Peking Nézőszám: 12 500 Játékvezető: Ning Wang (CHN), Hóbor Béla (HUN) |
| 2008. augusztus 16. 12:30 | (25–21, 27–25, 24–26, 25–23) Jegyzőkönyv |     |                   | Capital Indoor Stadium, Peking Nézőszám: 12 500 Játékvezető: Ning Wang (CHN), Hóbor Béla (HUN) |

| 2008. augusztus 18. 15:15 | Egyiptom (EGY)                    | 0–3 | Szerbia (SRB) | Capital Indoor Stadium, Peking Nézőszám: 6000 Játékvezető: Victor Rodriguez (PUR), Ibrahim Al-Naama (QAT) |
| 2008. augusztus 18. 15:15 | (16–25, 13–25, 17–25) Jegyzőkönyv |     |               | Capital Indoor Stadium, Peking Nézőszám: 6000 Játékvezető: Victor Rodriguez (PUR), Ibrahim Al-Naama (QAT) |

Negyeddöntő
| 2008. augusztus 20. 22:01 | Egyesült Államok (USA)                          | 3–2 | Szerbia (SRB) | Capital Indoor Stadium, Peking Nézőszám: 7500 Játékvezető: Ning Wang (CHN), Mohammad Shahmiri (IRI) |
| 2008. augusztus 20. 22:01 | (20–25, 25–23, 21–25, 25–18, 15–12) Jegyzőkönyv |     |               | Capital Indoor Stadium, Peking Nézőszám: 7500 Játékvezető: Ning Wang (CHN), Mohammad Shahmiri (IRI) |

| Csapat        | Helyezés |
| ------------- | -------- |
| Szerbia (SRB) | 5.       |

### Női
| #    | Név               | Klub                    | Kor                            | Magasság |
| ---- | ----------------- | ----------------------- | ------------------------------ | -------- |
| 1    | Jelena Nikolić    | Takefuji Bamboo         | 1982. április 13. (26 évesen)  | 194 cm   |
| 2    | Jovana Brakočević | Spess Volley Conegliano | 1988. március 5. (20 évesen)   | 196 cm   |
| 3    | Ivana Đerisilo    | Voléro Zürich           | 1983. augusztus 8. (25 évesen) | 185 cm   |
| 5    | Nataša Krsmanović | Voléro Zürich           | 1985. június 19. (23 évesen)   | 186 cm   |
| 7    | Brižitka Molnar   | Metal Galati            | 1985. július 28. (23 évesen)   | 182 cm   |
| 9    | Jovana Vesović    | Jedinstvo Užice         | 1987. június 21. (21 évesen)   | 182 cm   |
| 10   | Maja Ognjenović   | Metal Galati            | 1984. augusztus 6. (24 évesen) | 183 cm   |
| 11   | Vesna Čitaković   | Eczacıbaşı Istanbul     | 1979. február 3. (29 évesen)   | 187 cm   |
| 13   | Maja Simanić      | ZOK Rijeka              | 1980. február 8. (28 évesen)   | 180 cm   |
| 15   | Sanja Malagurski  | Hit Nova Gorica         | 1990. június 8. (18 évesen)    | 191 cm   |
| 17   | Stefana Veljković | Poštar 064 Beograd      | 1990. január 9. (18 évesen)    | 190 cm   |
| 18   | Suzana Ćebić      | Jedinstvo Užice         | 1984. november 9. (23 évesen)  | 167 cm   |
| Edző |                   |                         |                                |          |
|      | Zoran Terzić      |                         |                                |          |

- Kor: 2008. augusztus 9-i kora

#### Eredmények
Csoportkör
B csoport
|                   |      | Mérkőzések | Mérkőzések | Pontok | Pontok | Pontok | Szettek | Szettek | Szettek |
| Csapat            | Pont | Gy         | V          | P+     | P–     | PA     | Sz+     | Sz–     | SzA     |
| ----------------- | ---- | ---------- | ---------- | ------ | ------ | ------ | ------- | ------- | ------- |
| Brazília (BRA)    | 10   | 5          | 0          | 377    | 226    | 1,668  | 15      | 0       | MAX     |
| Olaszország (ITA) | 9    | 4          | 1          | 372    | 315    | 1,181  | 12      | 4       | 3,500   |
| Oroszország (RUS) | 8    | 3          | 2          | 353    | 312    | 1,131  | 10      | 6       | 1,667   |
| Szerbia (SRB)     | 7    | 2          | 3          | 343    | 349    | 0,983  | 6       | 10      | 0,600   |
| Kazahsztán (KAZ)  | 6    | 1          | 4          | 323    | 404    | 0,800  | 4       | 13      | 0,308   |
| Algéria (ALG)     | 5    | 0          | 5          | 230    | 392    | 0,587  | 1       | 15      | 0,067   |

| 2008. augusztus 9. 12:15 | Szerbia (SRB)                            | 3–1 | Kazahsztán (KAZ) | Beijing Institute of Technology Gymnasium, Peking Nézőszám: 1800 Játékvezető: Mitch Davidson (CAN), Victor Manuel Rodriguez (PUR) |
| 2008. augusztus 9. 12:15 | (25–21, 25–17, 23–25, 25–21) Jegyzőkönyv |     |                  | Beijing Institute of Technology Gymnasium, Peking Nézőszám: 1800 Játékvezető: Mitch Davidson (CAN), Victor Manuel Rodriguez (PUR) |

| 2008. augusztus 11. 10:00 | Algéria (ALG)                     | 0–3 | Szerbia (SRB) | Beijing Institute of Technology Gymnasium, Peking Nézőszám: 3100 Játékvezető: Janpen Jirakakul (THA), Liu Jiang (CHN) |
| 2008. augusztus 11. 10:00 | (14–25, 13–25, 13–25) Jegyzőkönyv |     |               | Beijing Institute of Technology Gymnasium, Peking Nézőszám: 3100 Játékvezető: Janpen Jirakakul (THA), Liu Jiang (CHN) |

| 2008. augusztus 13. 14:30 | Szerbia (SRB)                     | 0–3 | Brazília (BRA) | Capital Indoor Stadium, Peking Nézőszám: 11 000 Játékvezető: Kim Kun-Tae (KOR), Frans Loderus (NED) |
| 2008. augusztus 13. 14:30 | (15–25, 13–25, 23–25) Jegyzőkönyv |     |                | Capital Indoor Stadium, Peking Nézőszám: 11 000 Játékvezető: Kim Kun-Tae (KOR), Frans Loderus (NED) |

| 2008. augusztus 15. 14:30 | Szerbia (SRB)                     | 0–3 | Olaszország (ITA) | Capital Indoor Stadium, Peking Nézőszám: 11 000 Játékvezető: Frans Loderus (NED), Frank Leuthauser (GER) |
| 2008. augusztus 15. 14:30 | (23–25, 20–25, 19–25) Jegyzőkönyv |     |                   | Capital Indoor Stadium, Peking Nézőszám: 11 000 Játékvezető: Frans Loderus (NED), Frank Leuthauser (GER) |

| 2008. augusztus 17. 22:00 | Oroszország (RUS)                 | 3–0 | Szerbia (SRB) | Capital Indoor Stadium, Peking Nézőszám: 7000 Játékvezető: Osamu Sakaide (JPN), Karin Zahorcova (CZE) |
| 2008. augusztus 17. 22:00 | (25–21, 25–16, 25–20) Jegyzőkönyv |     |               | Capital Indoor Stadium, Peking Nézőszám: 7000 Játékvezető: Osamu Sakaide (JPN), Karin Zahorcova (CZE) |

Negyeddöntő
| 2008. augusztus 19. 10:00 | Kuba (CUB)                        | 3–0 | Szerbia (SRB) | Capital Indoor Stadium, Peking Nézőszám: 12 500 Játékvezető: Ibrahim al-Naama (QAT), Kim Kun-Tae (KOR) |
| 2008. augusztus 19. 10:00 | (26–24, 25–19, 26–24) Jegyzőkönyv |     |               | Capital Indoor Stadium, Peking Nézőszám: 12 500 Játékvezető: Ibrahim al-Naama (QAT), Kim Kun-Tae (KOR) |

| Csapat        | Helyezés |
| ------------- | -------- |
| Szerbia (SRB) | 5.       |

## Sportlövészet
Férfi
| Versenyző           | Versenyszám           | Selejtező | Selejtező | Döntő   | Döntő    |
| Versenyző           | Versenyszám           | Pont      | Helyezés  | Pont    | Helyezés |
| ------------------- | --------------------- | --------- | --------- | ------- | -------- |
| Damir Mikec         | Légpisztoly           | 580       | 13.       | kiesett | kiesett  |
| Damir Mikec         | Szabadpisztoly        | 559       | 7.        | 655,8   | 7.       |
| Nemanja Mirosavljev | Légpuska              | 593       | 17.       | kiesett | kiesett  |
| Nemanja Mirosavljev | Sportpuska, összetett | 1165      | 20.       | kiesett | kiesett  |
| Nemanja Mirosavljev | Sportpuska, fekvő     | 590       | 33.       | kiesett | kiesett  |
| Stevan Pletikosić   | Légpuska              | 595       | 8.        | 697,7   | 7.       |
| Stevan Pletikosić   | Sportpuska, összetett | 1168      | 11.       | kiesett | kiesett  |
| Stevan Pletikosić   | Sportpuska, fekvő     | 594       | 10.       | kiesett | kiesett  |

Női
| Versenyző         | Versenyszám           | Selejtező | Selejtező | Döntő   | Döntő    |
| Versenyző         | Versenyszám           | Pont      | Helyezés  | Pont    | Helyezés |
| ----------------- | --------------------- | --------- | --------- | ------- | -------- |
| Jasna Šekarić     | Légpisztoly           | 384       | 6.        | 480,9   | 6.       |
| Jasna Šekarić     | Sportpisztoly         | 578       | 21.       | kiesett | kiesett  |
| Lidija Mihajlović | Légpuska              | 394       | 20.       | kiesett | kiesett  |
| Lidija Mihajlović | Sportpuska, összetett | 586       | 5.        | 686,0   | 7.       |

## Tenisz
Férfi
| Versenyző                    | Versenyszám | 64-es főtábla                  | 32-es főtábla                                                 | Nyolcaddöntő                    | Negyeddöntő                        | Elődöntő                           | Bronz- mérkőzés              | Döntő             | Helyezés |
| Versenyző                    | Versenyszám | Ellenfél Eredmény              | Ellenfél Eredmény                                             | Ellenfél Eredmény               | Ellenfél Eredmény                  | Ellenfél Eredmény                  | Ellenfél Eredmény            | Ellenfél Eredmény | Helyezés |
| ---------------------------- | ----------- | ------------------------------ | ------------------------------------------------------------- | ------------------------------- | ---------------------------------- | ---------------------------------- | ---------------------------- | ----------------- | -------- |
| Novak Đoković                | Egyes       | Robby Ginepri (USA) · 6-4, 6-4 | Rainer Schüttler (GER) · 6-4, 6-2                             | Mihail Juzsnij (RUS) · 7-6, 6-3 | Gaël Monfils (FRA) · 4-6, 6-1, 6-4 | Rafael Nadal (ESP) · 4-6, 6-1, 4-6 | James Blake (USA) · 6-3, 7-6 |                   |          |
| Janko Tipsarević             | Egyes       | David Ferrer (ESP) · 7-6, 6-2  | Olivier Rochus (BEL) · 6-7, 3-2 feladta                       | kiesett                         | kiesett                            | kiesett                            | kiesett                      | kiesett           | 17.      |
| Novak Đoković Nenad Zimonjić | Páros       |                                | Csehország (CZE) · Martin Damm · Pavel Vizner · 6-3, 0-6, 2-6 | kiesett                         | kiesett                            | kiesett                            | kiesett                      | kiesett           | 17.      |

Női
| Versenyző       | Versenyszám | 64-es főtábla               | 32-es főtábla                      | Nyolcaddöntő                        | Negyeddöntő                           | Elődöntő          | Bronz- mérkőzés   | Döntő             | Helyezés |
| Versenyző       | Versenyszám | Ellenfél Eredmény           | Ellenfél Eredmény                  | Ellenfél Eredmény                   | Ellenfél Eredmény                     | Ellenfél Eredmény | Ellenfél Eredmény | Ellenfél Eredmény | Helyezés |
| --------------- | ----------- | --------------------------- | ---------------------------------- | ----------------------------------- | ------------------------------------- | ----------------- | ----------------- | ----------------- | -------- |
| Jelena Janković | Egyes       | Cara Black (ZIM) · 6-3, 6-3 | Aljona Bondarenko (UKR) · 7-5, 6-1 | Dominika Cibulková (SVK) · 7-5, 6-1 | Gyinara Szafina (RUS) · 2-6, 7-5, 3-6 | kiesett           | kiesett           | kiesett           | 5.       |

## Úszás
Férfi
| Versenyző         | Versenyszám    | Előfutam | Előfutam | Előfutam | Elődöntő         | Elődöntő         | Elődöntő         | Döntő   | Döntő    |
| Versenyző         | Versenyszám    | Idő      | Hely.    | Össz.    | Idő              | Hely.            | Össz.            | Idő     | Helyezés |
| ----------------- | -------------- | -------- | -------- | -------- | ---------------- | ---------------- | ---------------- | ------- | -------- |
| Milorad Čavić     | 100 m gyors    | 48,15    | 2.       | 6.       | nem állt rajthoz | nem állt rajthoz | nem állt rajthoz | kiesett | kiesett  |
| Milorad Čavić     | 100 m pillangó | 50,76    | 1.       | 1.       | 50,92            | 1.               | 1.               | 50,59   |          |
| Ivan Lenđer       | 100 m pillangó | 53,41    | 7.       | 40.      | kiesett          | kiesett          | kiesett          | kiesett | kiesett  |
| Vladan Marković   | 200 m pillangó | 2:03,12  | 7.       | 43.      | kiesett          | kiesett          | kiesett          | kiesett | kiesett  |
| Szilágyi Csaba    | 100 m mell     | 1:02,31  | 3.       | 40.      | kiesett          | kiesett          | kiesett          | kiesett | kiesett  |
| Radovan Siljevski | 200 m gyors    | 1:50,25  | 3.       | 40.      | kiesett          | kiesett          | kiesett          | kiesett | kiesett  |

Női
| Versenyző             | Versenyszám | Előfutam | Előfutam | Előfutam | Elődöntő | Elődöntő | Elődöntő | Döntő   | Döntő    |
| Versenyző             | Versenyszám | Idő      | Hely.    | Össz.    | Idő      | Hely.    | Össz.    | Idő     | Helyezés |
| --------------------- | ----------- | -------- | -------- | -------- | -------- | -------- | -------- | ------- | -------- |
| Nađa Higl             | 100 m mell  | 1:13,19  | 8.       | 43.      | kiesett  | kiesett  | kiesett  | kiesett | kiesett  |
| Nađa Higl             | 200 m mell  | 2:32,78  | 6.       | 33.      | kiesett  | kiesett  | kiesett  | kiesett | kiesett  |
| Miroslava Najdanovski | 100 m gyors | 56,50    | 7.       | 38.      | kiesett  | kiesett  | kiesett  | kiesett | kiesett  |
| Milica Ostojić        | 200 m gyors | 2:03,19  | 3.       | 40.      | kiesett  | kiesett  | kiesett  | kiesett | kiesett  |
| Marica Stražmešter    | 100 m hát   | 1:03,56  | 3.       | 40.      | kiesett  | kiesett  | kiesett  | kiesett | kiesett  |

## Vízilabda

### Férfi
| Szerb nemzeti férfi vízilabda-játékoskeret | Szerb nemzeti férfi vízilabda-játékoskeret | Szerb nemzeti férfi vízilabda-játékoskeret | Szerb nemzeti férfi vízilabda-játékoskeret | Szerb nemzeti férfi vízilabda-játékoskeret | Szerb nemzeti férfi vízilabda-játékoskeret | Szerb nemzeti férfi vízilabda-játékoskeret |
| #                                          | Név                                        | Poszt                                      | Magasság                                   | Súly                                       | Kor                                        | Klub                                       |
| ------------------------------------------ | ------------------------------------------ | ------------------------------------------ | ------------------------------------------ | ------------------------------------------ | ------------------------------------------ | ------------------------------------------ |
| 1                                          | Denis Šefik                                | GK                                         | 1,98 m (6 ft 6 in)                         | 120 kg                                     | 1976. szeptember 20. (31 évesen)           | PVK Budvanska rivijera                     |
| 2                                          | Andrija Prlainović                         | D                                          | 1,87 m (6 ft 2 in)                         | 94 kg                                      | 1987. április 28. (21 évesen)              | VK Partizan                                |
| 3                                          | Živko Gocić                                | CF                                         | 1,93 m (6 ft 4 in)                         | 100 kg                                     | 1982. augusztus 22. (25 évesen)            | Olimbiakósz                                |
| 4                                          | Vanja Udovičić                             | CB                                         | 1,95 m (6 ft 5 in)                         | 102 kg                                     | 1982. szeptember 12. (25 évesen)           | Pro Recco                                  |
| 5                                          | Dejan Savić                                | CB                                         | 1,90 m (6 ft 3 in)                         | 120 kg                                     | 1975. április 24. (33 évesen)              | Sintez Kazan                               |
| 6                                          | Duško Pijetlović                           | CF                                         | 1,92 m (6 ft 4 in)                         | 102 kg                                     | 1985. április 25. (23 évesen)              | VK Partizan                                |
| 7                                          | Nikola Rađen                               | CB                                         | 1,95 m (6 ft 5 in)                         | 103 kg                                     | 1995. január 29. (13 évesen)               | VK Partizan                                |
| 8                                          | Filip Filipović                            | D                                          | 1,97 m (6 ft 6 in)                         | 100 kg                                     | 1987. május 2. (21 évesen)                 | VK Partizan                                |
| 9                                          | Aleksandar Ćirić                           | D                                          | 1,92 m (6 ft 4 in)                         | 90 kg                                      | 1977. december 30. (30 évesen)             | PVK Budvanska rivijera                     |
| 10                                         | Aleksandar Šapić                           | D                                          | 1,88 m (6 ft 2 in)                         | 100 kg                                     | 1978. június 1. (30 évesen)                | Shturm 2002 Chekhov                        |
| 11                                         | Vladimir Vujasinović                       | CB                                         | 1,87 m (6 ft 2 in)                         | 98 kg                                      | 1973. augusztus 14. (34 évesen)            | VK Partizan                                |
| 12                                         | Branko Peković                             | CF                                         | 1,91 m (6 ft 3 in)                         | 107 kg                                     | 1979. május 7. (29 évesen)                 | Dynamo Moscow                              |
| 13                                         | Slobodan Soro                              | GK                                         | 1,96 m (6 ft 5 in)                         | 100 kg                                     | 1978. december 23. (29 évesen)             | VK Partizan                                |
| Vezetőedző: Dejan Udovičić                 |                                            |                                            |                                            |                                            |                                            |                                            |

- Kor: 2008. augusztus 10-i kora

#### Eredmények
Csoportkör
B csoport
| Csapat                 | M | Gy | D | V | G+ | G– | Gk  | P |
| ---------------------- | - | -- | - | - | -- | -- | --- | - |
| Egyesült Államok (USA) | 5 | 4  | 0 | 1 | 37 | 31 | +6  | 8 |
| Horvátország (CRO)     | 5 | 4  | 0 | 1 | 56 | 31 | +25 | 8 |
| Szerbia (SRB)          | 5 | 3  | 0 | 2 | 50 | 38 | +12 | 6 |
| Németország (GER)      | 5 | 2  | 0 | 3 | 33 | 44 | –11 | 4 |
| Olaszország (ITA)      | 5 | 2  | 0 | 3 | 57 | 50 | +7  | 4 |
| Kína (CHN)             | 5 | 0  | 0 | 5 | 25 | 64 | –39 | 0 |

| 2008. augusztus 10. 12:10 (6:10) | Szerbia (SRB)        | 11–7 | Németország (GER)   | Ying Tung Natatorium, Peking Játékvezetők: Tulga (TUR), Littlejohn (GBR) |
| 2008. augusztus 10. 12:10 (6:10) | (1–3, 5–2, 2–2, 3–0) |      |                     | Ying Tung Natatorium, Peking Játékvezetők: Tulga (TUR), Littlejohn (GBR) |
| 2008. augusztus 10. 12:10 (6:10) | Pijetlović 4         |      | Politze, Mackeben 2 | Ying Tung Natatorium, Peking Játékvezetők: Tulga (TUR), Littlejohn (GBR) |

| 2008. augusztus 12. 15:20 (9:20) | Szerbia (SRB)        | 8–11 | Horvátország (CRO) | Ying Tung Natatorium, Peking Játékvezetők: Turcotte (CAN), Klopper (NED) |
| 2008. augusztus 12. 15:20 (9:20) | (3–1, 1–4, 1–4, 3–2) |      |                    | Ying Tung Natatorium, Peking Játékvezetők: Turcotte (CAN), Klopper (NED) |
| 2008. augusztus 12. 15:20 (9:20) | Šapić 4              |      | Joković, Barač 3   | Ying Tung Natatorium, Peking Játékvezetők: Turcotte (CAN), Klopper (NED) |

| 2008. augusztus 14. 10:50 (4:50) | Egyesült Államok (USA) | 2–4 | Szerbia (SRB)  | Ying Tung Natatorium, Peking Játékvezetők: Anciferov (RUS), Littlejohn (GBR) |
| 2008. augusztus 14. 10:50 (4:50) | (0–0, 1–2, 0–2, 1–0)   |     |                | Ying Tung Natatorium, Peking Játékvezetők: Anciferov (RUS), Littlejohn (GBR) |
| 2008. augusztus 14. 10:50 (4:50) | Varellas 2             |     | négy játékos 1 | Ying Tung Natatorium, Peking Játékvezetők: Anciferov (RUS), Littlejohn (GBR) |

| 2008. augusztus 16. 16:40 (10:40) | Szerbia (SRB)        | 15–5 | Kína (CHN)           | Ying Tung Natatorium, Peking Játékvezetők: Koryzna (POL), Osima (JPN) |
| 2008. augusztus 16. 16:40 (10:40) | (5–2, 2–1, 4–2, 4–0) |      |                      | Ying Tung Natatorium, Peking Játékvezetők: Koryzna (POL), Osima (JPN) |
| 2008. augusztus 16. 16:40 (10:40) | Šapić 9              |      | Liang Csung-hszing 3 | Ying Tung Natatorium, Peking Játékvezetők: Koryzna (POL), Osima (JPN) |

| 2008. augusztus 18. 9:30 (3:30) | Szerbia (SRB)        | 12–13 | Olaszország (ITA) | Ying Tung Natatorium, Peking Játékvezetők: Klopper (NED), Anciferov (RUS) |
| 2008. augusztus 18. 9:30 (3:30) | (3–3, 2–3, 3–5, 4–2) |       |                   | Ying Tung Natatorium, Peking Játékvezetők: Klopper (NED), Anciferov (RUS) |
| 2008. augusztus 18. 9:30 (3:30) | Šapić 3              |       | Calcaterra 3      | Ying Tung Natatorium, Peking Játékvezetők: Klopper (NED), Anciferov (RUS) |

Az elődöntőbe jutásért
| 2008. augusztus 20. 17:20 (11:20) | Spanyolország (ESP)  | 5–9 | Szerbia (SRB) | Ying Tung Natatorium, Peking Játékvezetők: Turcotte (CAN), Klopper (NED) |
| 2008. augusztus 20. 17:20 (11:20) | (1–0, 1–5, 1–2, 2–2) |     |               | Ying Tung Natatorium, Peking Játékvezetők: Turcotte (CAN), Klopper (NED) |
| 2008. augusztus 20. 17:20 (11:20) | Molina 2             |     | Pijetlović 4  | Ying Tung Natatorium, Peking Játékvezetők: Turcotte (CAN), Klopper (NED) |

Elődöntő
| 2008. augusztus 22. 19:40 (13:40) | Egyesült Államok (USA) | 10–5 | Szerbia (SRB)             | Ying Tung Natatorium, Peking Játékvezetők: Turcotte (CAN), Margeta (SLO) |
| 2008. augusztus 22. 19:40 (13:40) | (3–3, 2–1, 2–1, 3–0)   |      |                           | Ying Tung Natatorium, Peking Játékvezetők: Turcotte (CAN), Margeta (SLO) |
| 2008. augusztus 22. 19:40 (13:40) | Azevedo 3              |      | Pijetlović, Vujasinović 2 | Ying Tung Natatorium, Peking Játékvezetők: Turcotte (CAN), Margeta (SLO) |

Bronzmérkőzés
| 2008. augusztus 24. 14:20 (8:20) | Montenegró (MNE)     | 4–6 | Szerbia (SRB) | Ying Tung Natatorium, Peking Játékvezetők: Simion (ROU), Tulga (TUR) |
| 2008. augusztus 24. 14:20 (8:20) | (0–2, 1–2, 1–2, 2–0) |     |               | Ying Tung Natatorium, Peking Játékvezetők: Simion (ROU), Tulga (TUR) |
| 2008. augusztus 24. 14:20 (8:20) | M. Janović 2         |     | Savić 2       | Ying Tung Natatorium, Peking Játékvezetők: Simion (ROU), Tulga (TUR) |

| Csapat        | Helyezés |
| ------------- | -------- |
| Szerbia (SRB) |          |